# オーストラリアのクリスマス
オーストラリアのクリスマスはニュージーランドの伝統と同じく、冬の図像などを用いてクリスマスを象徴するイギリス・アイルランド・アメリカ・カナダなどの各国の伝統と多くの類似点を持つ。ファーのついた赤いコートを纏ったファーザー・クリスマス (Father Christmas) ないしサンタクロースがソリにのり、ジングルベルのようなクリスマス・ソングを歌い、クリスマス・カードや装飾ではさまざまなクリスマスの風景が表現される。これとは別に、南半球では夏の時期のクリスマスとなるため、いくつかの暖かい地域特有の伝統も生まれた。
クリスマスは公的な祝日となっており、オーストラリアは南半球に位置しているために（12月の）クリスマスは夏季に祝われるものである。

## ニュージーランドと共通の伝統

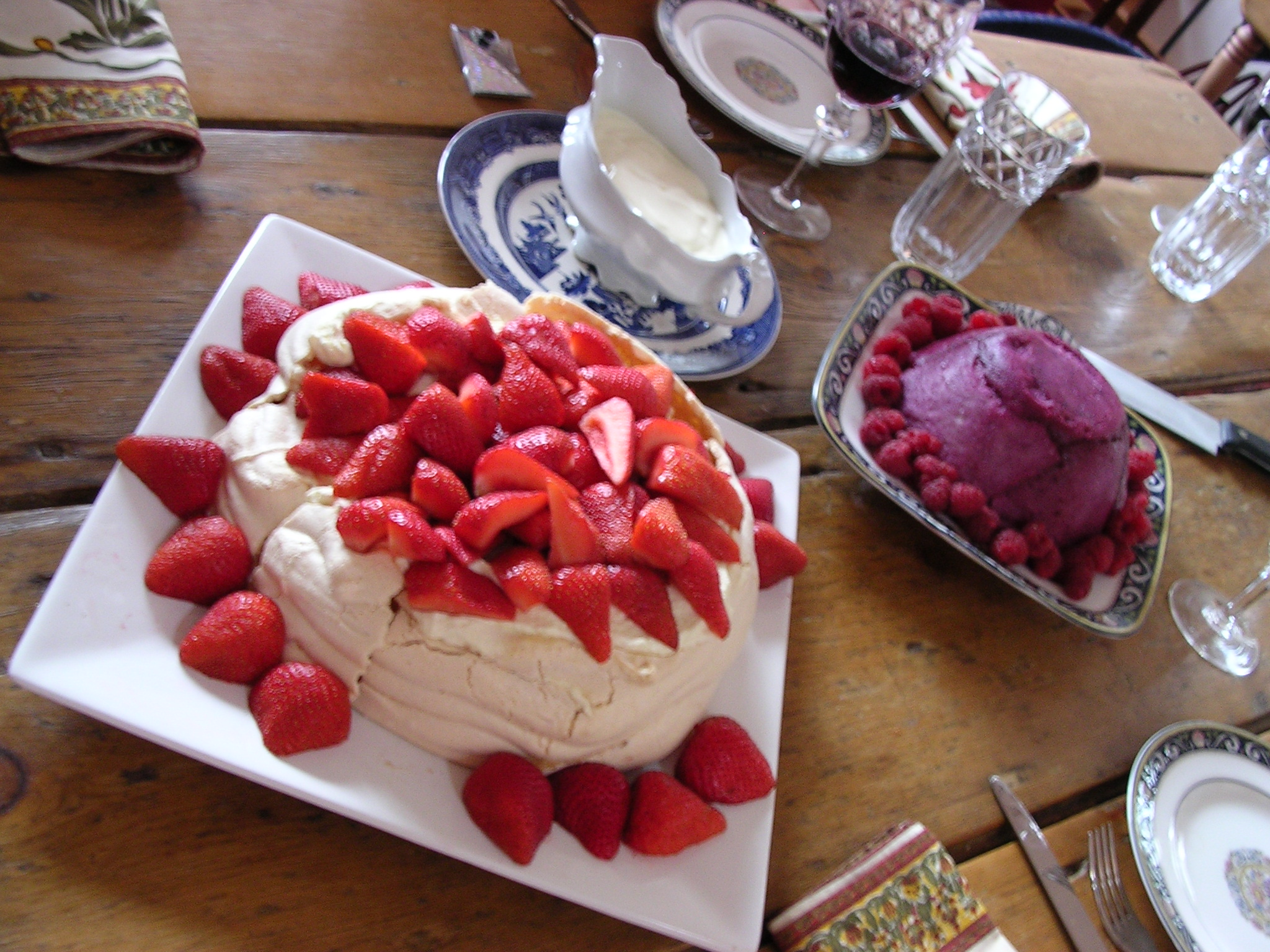
オーストラリアのクリスマスのデザート。イチゴが添えられた「パヴロヴァ」

伝統的なクリスマスツリーはクリスマス飾りの中心となっており、電飾やティンセル（クリスマス・モール）が用いることが定番となる。街角や店舗でのクリスマス飾りは11月からはじまり、12月初めごろには当たり前のように見られるようになる。また、住宅の所有者の多くも家の外観を飾り付ける。これらのクリスマス・デコレーションでは控えめなものから手の込んだものまで、ときには数百個の電飾や装飾、クリスマス・シーズンのモチーフであるクリスマスツリー、サンタクロース、トナカイ、馬小屋飾りなど、さまざまなクリスマスの装飾が披露される。一部の地域では手の込んだ展示が伝統的に行われ、クリスマス・シーズンには、多くの通行人や車窓からの見物客などを引き付けている。これには、夏の日中が長くなっており、これら地域では夏時間のために日没が夜8時以降になることも関係している。
多くの職場では12月に、多くの場合クリスマス・イブより前に「クリスマス・パーティ」が開催される。これは多くの人々がクリスマスから新年にかけて休暇をとるためで、この時期には多くの職場が完全に休業となる。このパーティは事実上の年末の忘年会となっており、多くの場合はクリスマスそのものは重要視されない。企業同様、学校やTAFE（職業訓練校）、大学なども夏季休暇となる。学校は通常、クリスマスの前の週から休暇に入り、1月下旬ないし2月上旬頃に再開される。
多くの企業や住宅は、クリスマスに向け、電飾やアレンジメントで飾られる。このため、夕方に車からクリスマス・イルミネーションをみるためドライブしたり、家族で住宅街を歩き家々の飾りつけをみることが一般的になっている。いくつかの地方自治体はイルミネーションのコンテストを開催し、優れたイルミネーションを案内するための地図を定期的に掲示する。
子供たちは、クリスマス・イブに子供たちへのプレゼントを携えたファーザー・クリスマスないしサンタクロースが家々を訪れて 、通常暖炉の近くに置かれたクリスマス・ツリーに吊られた靴下やストッキングに入れる、と教わる。暖炉のない住宅などでは、飾り用のおもちゃの暖炉が購入あるいは製作される場合もある。また、訪れたサンタクロースのためにクッキーなどのお菓子やビールやミルクといった飲み物が用意される。トナカイのためのニンジンが用意されることも一般的である。このクリスマス・プレゼントはクリスマス当日の朝に開けられる。
伝統的に家族は集まってクリスマスのための昼食をとる。伝統的には、装飾されたハム、ローストターキー、ローストチキン、サラダやローストベジタブルなどが供される。また、クリスマスクラッカーは食事の前に鳴らされる。現代では、暑い日が多いことにあわせて、地元の旬の食材を用いた冷たい肉やシーフードにサラダなどをも用いた料理も一般的となった。同様にデザートもまた伝統的な冬のクリスマスのもの（ブランデーバターを添えたプラムプディング、果物のミンスパイ、トライフルなど）と、パヴロヴァやベリー類やキウイフルーツなどの新鮮な果物に代表される郷土のものが同居している。子供たちにはキャンディケーンが送られることもまた一般的になっている。
例年、マイケル・ブーブレ『クリスマス』はクリスマス・シーズンにアルバムチャート上でTOP5に入る。マライア・キャリーの『恋人たちのクリスマス』もまたクリスマス・シーズンのシングル・チャートに入ることが定番となっている。

## オーストラリア固有の伝統

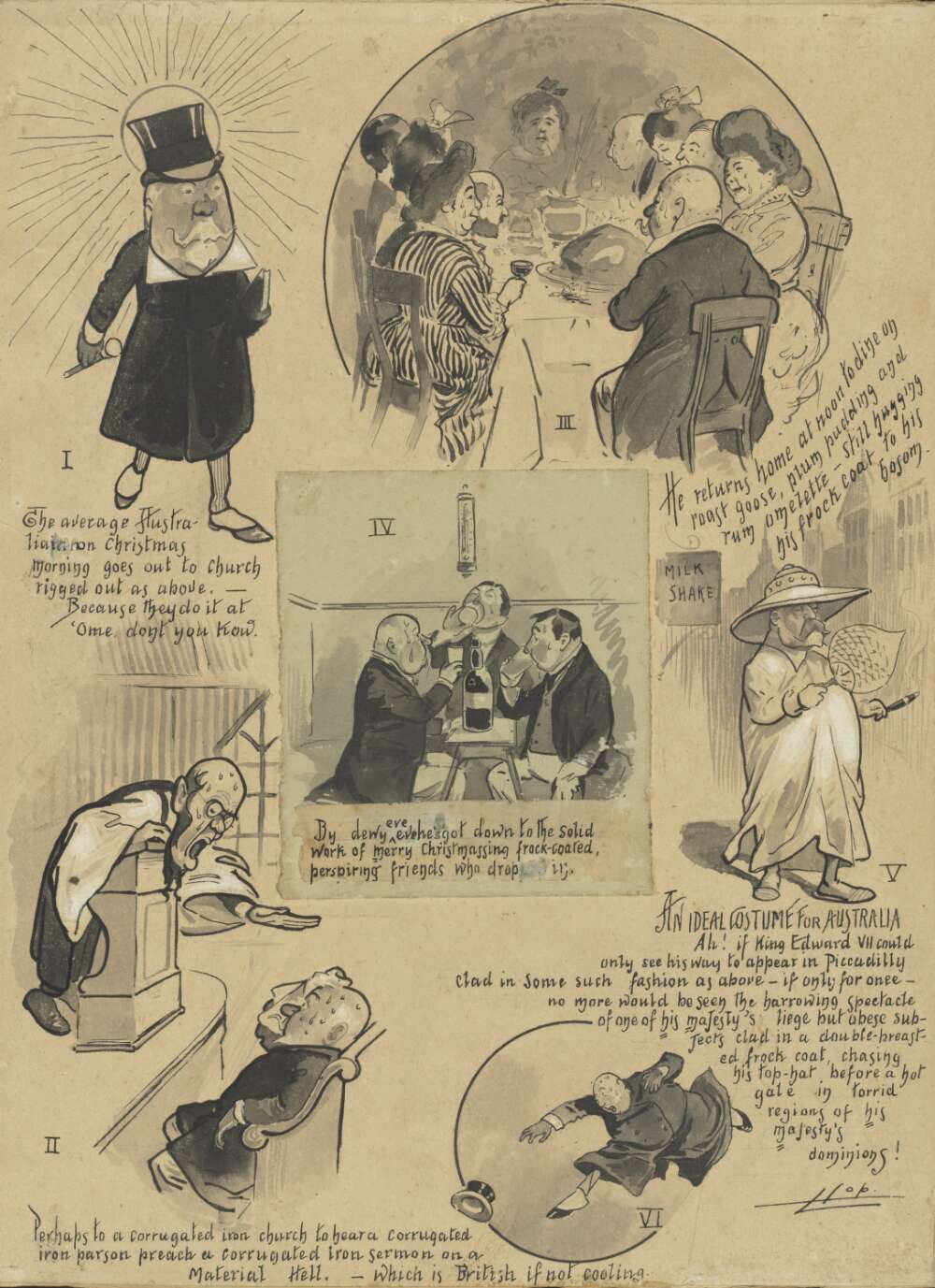
リビングストン・ホプキンス『標準的なオーストラリア人のクリスマス』 (1900年頃)

何人かのオーストラリアの作曲家や作家は、ときに暖かい冬着とともに、アクーブラ帽やビーチサンダルなどのオーストラリア風の服を着たサンタクロースが、カンガルーのけん引するユートにのる姿を描写する（例:ロルフ・ハリス『Six White Boomers』）。また、僅かではあるがポール・ケリーの『How to Make Gravy』、コリン・ブキャナン『Aussie Jingle Bells』、ティム・ミンチンの『White Wine in the Sun』など、一般的に認知されているオーストラリア発のクリスマス・ソングがある。しかしながらクリスマスソングの主流を書き換えるまでには至っていない。
オーストラリアでもまたクリスマス・カードを贈り合う風習は広く行われている。クリスマス・カード用の切手は手紙の郵送料よりも安く設定されており、この低価格の切手を使って送る場合は封筒に「card only」（クリスマス・カードだけ）と記す必要がある。
クリスマス当日と元旦は、南オーストラリア州を除いてボクシング・デー（12月26日）と共に祝日である。南オーストラリア州ではボクシング・デーの休日は設けられていないが、12月28日の「布告日」 (Proclamation Day) が祝日となっており、これを12月26日へと移すことで他の州と合わせている。

### 地域毎の風習

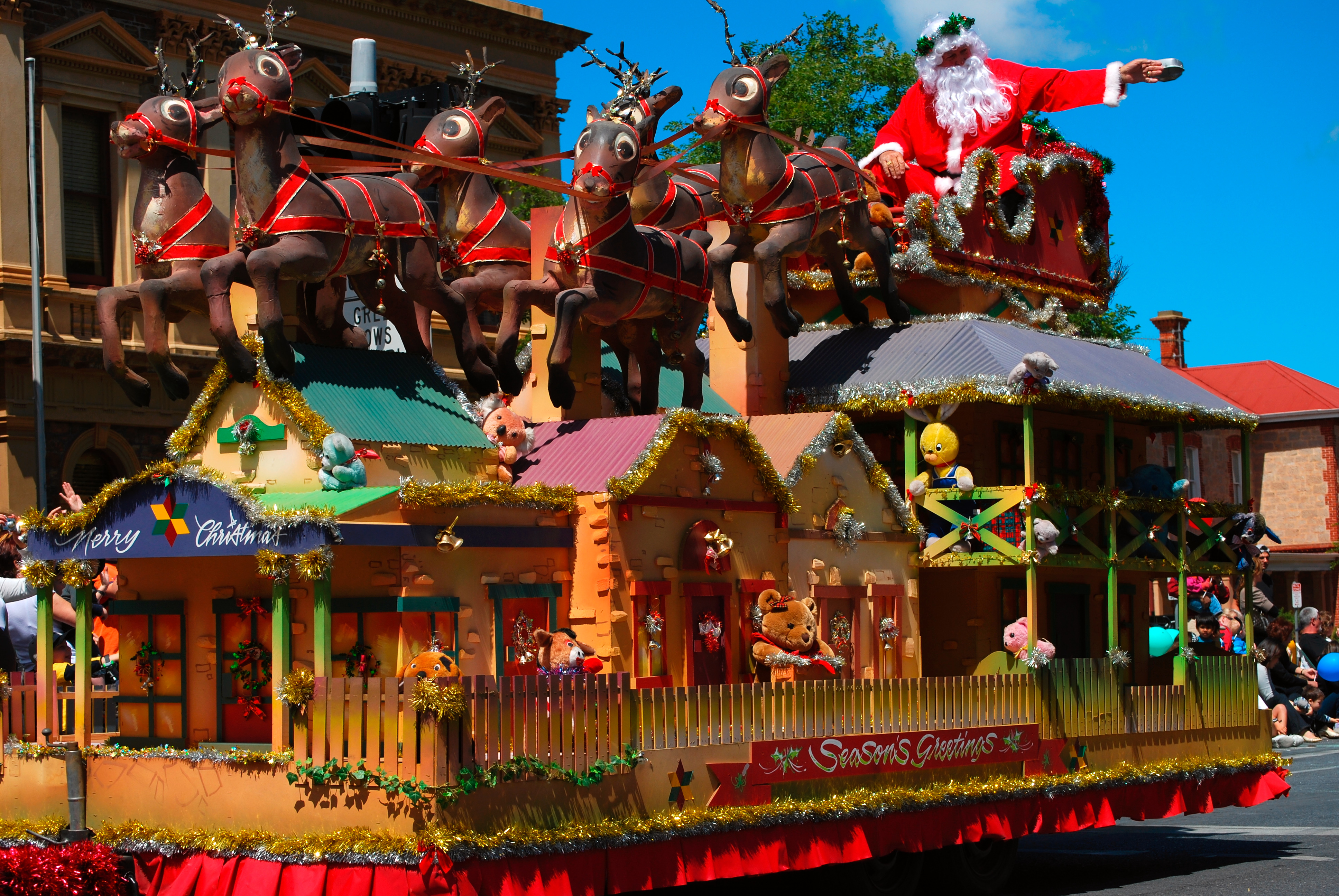
2008年のノーウッドのクリスマス・ページェント。オーストラリア風の古い建物を模したものの上にファーザー・クリスマス（サンタクロース）のソリが置かれている山車。

#### ニューサウスウェールズ州
例年シドニーでは「キャロルズ・イン・ザ・ドメイン」と呼ばれるイベントが、クリスマス・イブの前の土曜日限定で開催される。これは2016年まではクリスマス・イブの前の日曜日に開催されていた。
シドニーのボンダイビーチでは家族連れの外国人観光客に向けた特別なイベントが催される。ビーチではサーフィンをするサンタクロースが見られ、クリスマスターキーなどが供される。

#### 南オーストラリア州
アデレードでは、アデレード・クリスマス・ページェントという伝統行事が知られている。このイベントのパレードはこの種の中では最も大きいもので、観客動員数は40万人を越える。これは1933年にデパート「John Martins」が始めたもので、毎年11月初旬の通常は土曜日の朝に行われ、クリスマス・シーズンの到来を告げる。山車、音楽バンド、ピエロ、ダンス、大道芸人などが行列を作り、ファーザー・クリスマスの登場でイベントは最高潮に達する。そしてファーザー・クリスマスが店内に置かれた魔法の洞窟へと入ることでページェントでの行進が終わる（今日ではデパート主催ではないために2019年よりアデレード・タウンホールが終着点に変更された）。また各地の中心街でも小規模なクリスマス・ページェントが催される。
南オーストラリア州ではボクシング・デーがないが、クリスマスの翌日を「布告日」として休日にしている。また、クリスマス・イブは夜7時から真夜中にかけて休日に設定されている。

#### ビクトリア州
「キャロルス・バイ・キャンドルライト」の伝統は1938年のメルボルンから始まり、オーストラリア全土、そして世界中へと広まった。このイベントはクリスマス・イブに多くの人々が、通常は屋外に集い、ロウソクの灯りの中でキャロルを唄う、大規模なコンサート形式の催しである。クリスマス・イブにメルボルンの屋外会場「Sidney Myer Music Bowl」で行われる「The Vision Australia's Carols by Candlelight」はテレビで全国的に放送され、多くのオーストラリア人がこの様子を見ることは新しい伝統のひとつとなっている。

#### 西オーストラリア州
パース市街区では1972年より「パース・クリスマス・ページェント (Perth Christmas Pageant)」が催されている。これは「セブン・ウエスト・メディア」によって体制が作られた。
1999年から2016年にかけて、パース市では毎年クリスマスツリーの点灯式が行われていたが、2017年からは「クリスマス・ライト・トレイル」というイベントに置き換えられた。これはパース市周辺にクリスマスをテーマにしたイルミネーションが置かれるもので、11月後半から12月終わりないし1月まで続けられる。